# Lepistemon leiocalyx
Lepistemon leiocalyx är en vindeväxtart som beskrevs av Otto Stapf. Lepistemon leiocalyx ingår i släktet Lepistemon och familjen vindeväxter. Inga underarter finns listade i Catalogue of Life.